# Hans Kalb
Hans Kalb (Norimberga, 3 agosto 1899 – Altdorf bei Nürnberg, 5 aprile 1945) è stato un calciatore tedesco, di ruolo centrocampista.

## Carriera

### Club
Ha vinto per cinque volte il campionato tedesco (1920, 1921, 1924, 1925, 1927).